# 윤아 (2004년)
윤아(본명: 노윤아, 본명 한국 한자: 盧玧我, 2004년 1월 15일 ~ )는 대한민국의 가수이며, 걸그룹 ILLIT의 멤버이다.

## 어린 시절
충청북도 충주시에서 태어났으며, 충주금릉초등학교, 충주북여자중학교, 충주예성여자고등학교를 졸업했다. 가족으로는 부모님과 남동생이 있다. 초등학생 때 합창부 활동을 했으며, 중학생 때 연극부 활동을 하면서 도 대회에 참가했다가 캐스팅되었다.연습생 기간은 5년이다.

## 경력

### 《알유넥스트》
2023년 하이브가 주최한 연습생 오디션인 알유넥스트에서 6위로 최종 멤버로 선정되었다.

### ILLIT 활동
2024년 3월 25일 미니 음반 "Super Real Me"로 걸그룹 ILLIT으로 정식 데뷔했다. 7월 2일 한문철의 블랙박스 리뷰에 출연했다. 10월 12일，에이티즈 윤호, NCT 도영과 함께 SBS 《인기가요 in 도쿄》의 MC를 맡았다。
2025년 3월 20일 꼬리에 꼬리를 무는 그날 이야기에 출연했다.